# Chris Stein
Christopher "Chris" Stein, född 5 januari 1950 i Brooklyn i New York, är en amerikansk gitarrist och låtskrivare. Stein var en av originalmedlemmarna i musikgruppen Blondie från start till 1982, och har varit fortsatt verksam i gruppen sedan dess återförening på 1990-talet. Stein har tillsammans med Deborah Harry skrivit flera av gruppens mest kända låtar såsom "Heart of Glass", "Picture This", "Dreaming", och "Rapture". "Sunday Girl" är han ensam upphovsman till. På 1980-talet drabbades han av en ovanlig hudsjukdom, pemfigus (pemphigus vulgaris), men var efter några år helt återställd.
Stein är sedan 1999 gift med skådespelerskan Barbara Sicuranza. Paret har två döttrar: Akira och Valentina.